# Ilona Tóth

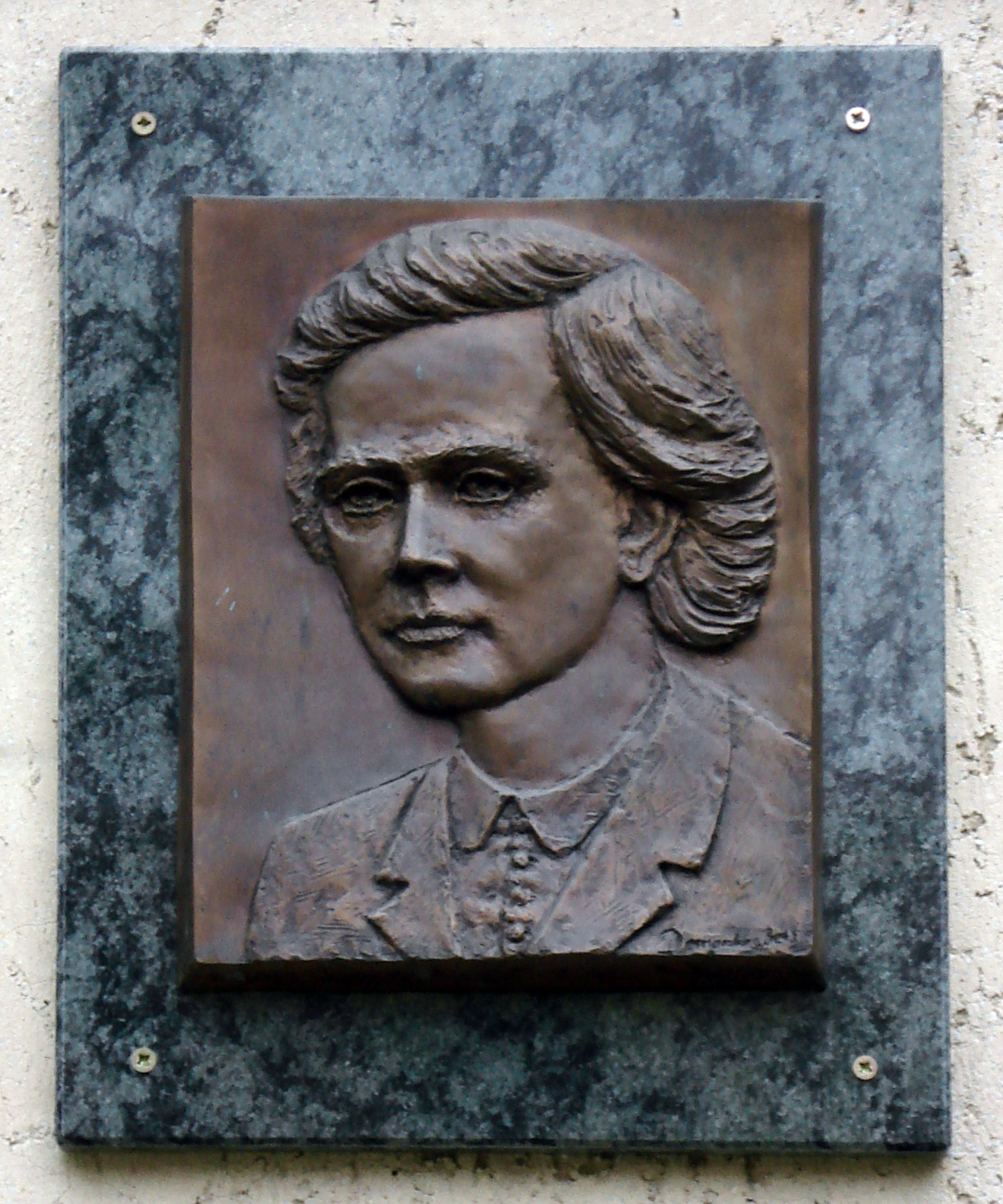
Ilona Tóth

Ilona Tóth (ur. 23 października 1932, zm. 26 czerwca 1957 w Budapeszcie) – węgierska lekarka, uczestniczka powstania węgierskiego 1956.

## Życiorys
W październiku i listopadzie 1956 będąc studentką ostatniego roku medycyny uczestniczyła w powstaniu węgierskim początkowo jako pielęgniarka, następnie, od 4 listopada kierując jednym z powstańczych szpitali. Po upadku powstania dołączyła do nielegalnego ruchu oporu, zajmującego się kolportażem ulotek.

## Aresztowanie i proces
Aresztowana 20 listopada 1956 została oskarżona o morderstwo funkcjonariusza AVH, którego miała dokonać ze szczególnym okrucieństwem dwa dni wcześniej. Oskarżenie to zostało wykorzystane do wytoczenia jej oraz jej dwóm kolegom procesu pokazowego. Był to jeden z dwóch tego typu procesów przeprowadzonych po powstaniu węgierskim 1956 i jedynym, na który wpuszczono zachodnich reporterów. Niewinny wygląd dziewczyny połączony ze skrajnym barbarzyństwem, jakiego miała się dopuścić (wykonywanie dożylnych zastrzyków z benzyny i powietrza, po czym gdy ofiara nadal żyła – zadanie ciosu nożem w serce) miało ukazać zachodnim mediom prawdziwą – zdaniem reżimu Kádára twarz rewolucji. W jego trakcie Ilona Tóth przyznała się w pełni do stawianych jej zarzutów, próbując w ten sposób ochronić pozostałych sądzonych. Wszyscy zostali mimo to skazani na śmierć. Wyrok przez powieszenie wykonano 26 czerwca 1957. Jej ciało zakopano potajemnie na kwaterze 301 na Nowym Cmentarzu komunalnym w Budapeszcie.

## Pamięć

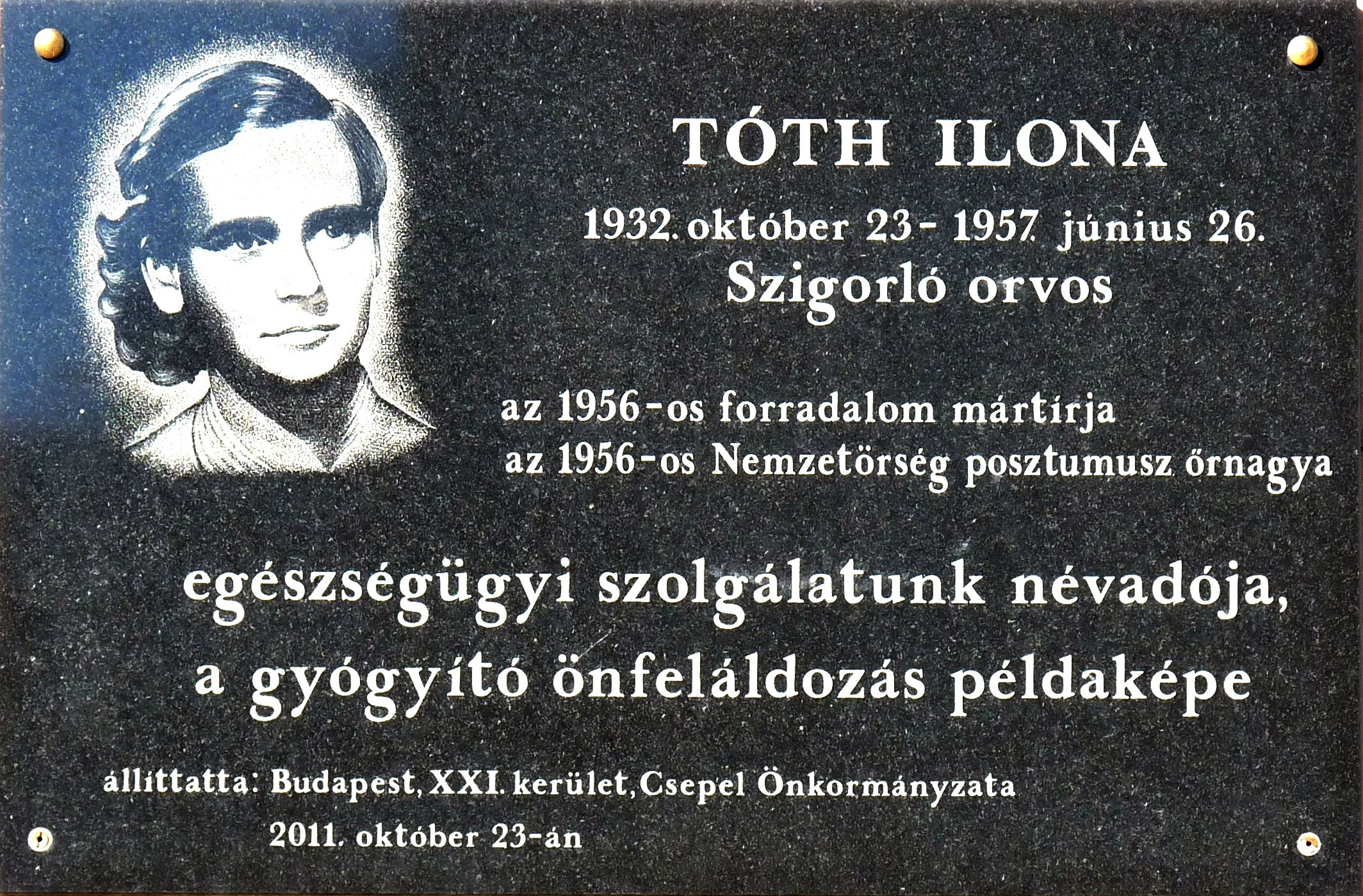
Tablica pamiątkowa ku czci Ilony Tóth umieszczona na ścianie kliniki znajdującej się w XXI Dzielnicy Budapesztu

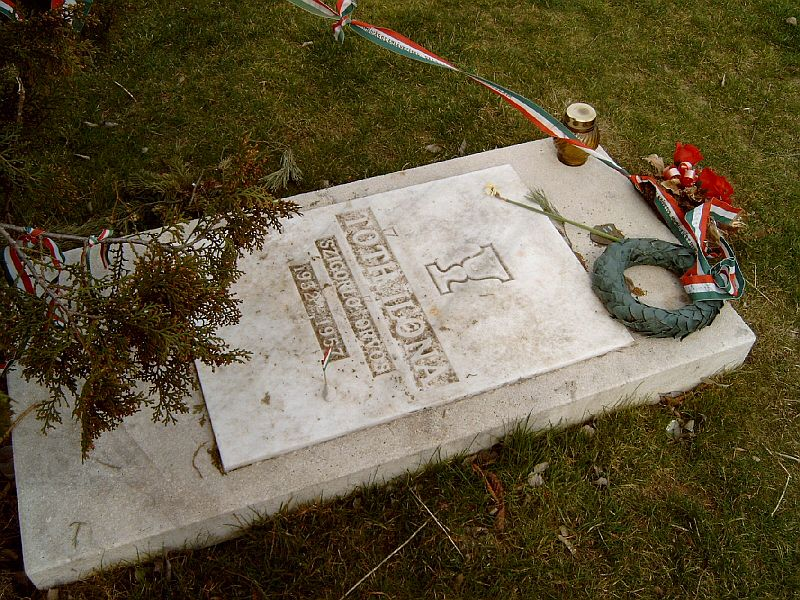
grób Ilony Tóth

Pierwszą próby rehabilitacji Ilony Tóth przeprowadzono w roku 1990, jednakże sąd odrzucił wniosek o stwierdzenie nieważności prowadzonego śledztwa. Udało się to dopiero w jedenaście lat później. Obecny stan badań nad sprawą wskazuje, iż była ona całkowitą mistyfikacją – nie udało się znaleźć żadnych szczegółów dotyczących pochówku rzekomej ofiary morderstwa, w rejestrach AVH figuruje tylko jedna osoba o danych zgadzających się z podanymi na procesie, jednakże człowiek ten zakończył służbę w roku 1982 w randze pułkownika.
Od lat 2000 systematycznie rozwija się pamięć Ilony Tóth, nazywanej ze względu na dobrowolną ofiarę oraz przywiązanie do chrześcijaństwa węgierską Joanną d’Arc. W roku 2006 XVI dzielnica Budapesztu, w której się urodziła, przyznała jej honorowe obywatelstwo, a od 2005 jest przyznawana doroczna nagroda dla studentów medycyny szczególnie oddanym swojemu powołaniu.
W 2016 roku Teatr Narodowy w Budapeszcie wystawił sztukę opartą na historii jej procesu, a jej premiera miała miejsce 21 października 2016 w Teatrze Polskim w Warszawie.

## Kontrowersje
W powszechnej opinii Ilona Tóth traktowana jest jako niewinna ofiara procesu pokazowego i sfałszowanych dowodów. W mniejszości pojawiają się opinie, które zaburzają ten obraz. Węgierski historyk László Eörsi, na którego pracy oparł się Wojciech Maziarski, postawił tezę, iż naprawdę dokonała morderstwa, stąd przyznanie się do winy. Źródłem, na którym oparł się Eörsi był niepublikowany wcześniej rosyjskojęzyczny tekst z archiwum KGB, w którym opisana jest niezidentyfikowana kobieta o pseudonimie ‘Eta’, z którą Eörsi utożsamił Ilonę Toth. Przeciwnego zdania jest Gabriela Muller, która opublikowała wzmiankowane źródło. Twierdzi ona, że ‘Eta’ w rzeczywistości nazywała się Erzsébet Csontos i była związana z kilkoma grupami powstańczymi.